# Pilea dataensis
Pilea dataensis är en nässelväxtart som beskrevs av Charles Budd Robinson. Pilea dataensis ingår i släktet pileor, och familjen nässelväxter. Inga underarter finns listade i Catalogue of Life.